# Mandjelia madura
Mandjelia madura là một loài nhện trong họ Barychelidae. Loài này phân bố ờ Tây Úc.